# Петров, Павел Иванович (генерал)
Павел Иванович Петров (1792—1871) — русский генерал-майор, участник Наполеоновских войн и покорения Кавказа, в 1837-40 гг. подольский губернатор.

## Биография
Происходил из семьи костромских дворян. Изучив дома языки французский, немецкий, итальянский и латинский, а также общеобразовательные предметы, он начал службу в Департаменте Министерства военных сухопутных сил, откуда поступил в Кавалергардский полк и 14 ноября 1806 года был произведён в эстандарт-юнкера, а 23 октября 1807 года, 15 лет от роду, выпущен корнетом в Александрийский гусарский полк, с которым принял участие в военных действиях против Наполеона и в 1807 году был в сражении под Гейльсбергом; в 1809 году он был в Австрии, Молдавии и Валахии, в 1810 году — в Болгарии, где сражался против турок под Силистрией, Шумлой, при деревне Батине, при Рущуке, Журже и Никополе, а затем, по 1 марта 1811 года, был снова в Валахии и Молдавии.
Получив 12 июля 1811 года чин поручика, Петров в кампанию 1812 года участвовал в делах при Кобрине, Пружанах и Городечне; за отличие был награждён орденом св. Анны 4-й степени (22 ноября). Затем был ещё в 11 сражениях в пределах Польши. 1 Февраля 1813 года Петров, отличившись в деле при Калише, произведён был в штабс-ротмистры, а затем участвовал в делах при Вейсенфельсе, при Лютцене, при Фрейберге, Дрездене, Кенигсварте, при Бауцене, Лигнице (6 августа, получив на другой день за выказанную здесь храбрость чин ротмистра), при Кацбахе, участвовал далее в партизанском отряде полковника князя В. Г. Мадатова, во множестве мелких стычек с неприятелем. 30 августа 1813 года он получил орден св. Анны 2-й степени, а 15 сентября — орден св. Владимира 4-й степени с бантом.
15 августа при Гроссен-Гайме был ранен саблей в правую руку, после чего находился при полку до возвращения его в 1815 году в Россию.
С 18 сентября 1818 года, когда он был назначен командиром Моздокского казачьего полка Терского войска, начинается храбрая боевая деятельность Петрова на Кавказе. Участвуя во множестве дел с горцами (например, 2 февраля 1819 года в Чечне — при ущелье Хан-кам, в декабре — при с. Лаваша в земле Акушинской, в 1826 году, с января по май — в Чечне в 12 стычках), Петров быстро подвигается по службе: так, 24 октября 1819 года он награждён был чином майора с назначением состоять по кавалерии (с оставлением в должности командира Моздокского казачьего полка), 12 февраля 1820 года — в подполковники, 25 января 1826 года назначен был войсковым атаманом Астраханского казачьего войска, а 19 июня того же года за отличие в упомянутом выше походе против чеченцев произведён в полковники.
Получив 25 декабря 1833 года орден св. Георгия 4-й степени за 25 лет беспорочной службы в офицерских чинах (№ 4789 по списку Григоровича — Степанова), Петров 6 декабря 1834 года за отличие по службе был произведён в генерал-майоры с назначением начальником штаба войск по Кавказской линии и Черномории, а 2 мая 1836 года награждён был орденом св. Станислава 2-й степени со звездой.
Уволенный 25 декабря 1837 года в годовой отпуск, генерал Петров 25 января 1839 года был зачислен по Министерству внутренних дел, а 27 января определён военным губернатором г. Каменец-Подольского и подольским гражданским губернатором. Однако расстроенное здоровье не позволило ему продолжать службу, и 13 ноября 1840 года он вышел в отставку, после чего жил в Костроме и её уезде. Скончался 13 сентября 1871 года и был погребён на территории Ипатьевского монастыря.

## Семья
В 1818 г. ротмистр гусарского полка П. И. Петров прибыл на Горячие Воды, где познакомился с Анной Акимовной (1802-36), дочерью генерал-майора А. В. Хастатова, которая стала его женой. Анна Акимовна — двоюродная тётка М. Ю. Лермонтова и родная тётка его друга Шан-Гирея. Прожила всего 34 года, оставив после себя семерых детей: Екатерину, Александра, Марию, Аркадия, Нину, Варвару, Александра, Фёдора. Старшая из сестёр писала музыку на стихи своего троюродного брата. В их семье хранились автографы стихотворения «Смерть Поэта» и поэмы «Демон».